# Victor Marchetti
Victor Marchetti (Hazleton, 23 dicembre 1929 – Ashburn, 19 ottobre 2018) è stato un agente segreto e scrittore statunitense.

## Biografia
Marchetti nacque ad Hazleton. Dal 1951 al 1953, egli prestò servizio come caporale nella U.S. Army Intelligence in Francia e Germania. Tornato negli USA dopo il suo servizio militare, si iscrisse alla Pennsylvania State University, dove si specializzò nello studio sulla Russia, ottenendo il baccalaureato in storia nel 1955.
È stato un assistente speciale del vice direttore della CIA e un importante critico "paleoconservatore" della Intelligence Community e della lobby israeliana negli Stati Uniti. Il suo libro più celebre, The CIA and the cult of intelligence (New York, Alfred A. Knopf, 1974) è stato tradotto in decine di paesi; in Italia col titolo CIA: culto e mistica del servizio segreto (Milano, Garzanti, 1976). È autore anche di Rope-Dancer pubblicato nel 1971 (dopo le sue dimissioni dal servizio nel 1969) in cui critica i mezzi e l'operato della CIA, e di un articolo sulla morte di John Fitzgerald Kennedy pubblicato nel 1978, sul giornale The Spotlight, della Liberty Lobby in cui sostiene l'esistenza di un complotto per l'assassinio del presidente.